# ديبورتيفو إسبانيول
نادي ديبورتيفو إسبانيول (للاختصار يسمى بإسبانيول أحيانا): نادي رياضي أرجنتيني من منطقة باركيه أفيلانيدا بوينس آيرس. وأهم نشاطات النادي هو فريق كرة القدم، والذي يلعب حاليا في دوري الدرجة الأولى الأرجنتيني لكرة القدم.
وبصرف النظر عن كرة القدم، يستضيف النادي العديد من الألعاب الرياضية مثل لعبة الهوكي والتزلج.

## وصلات خارجية
- الموقع الرسمي (بالإسبانية)
- La 55 نسخة محفوظة 4 أكتوبر 2006 على موقع واي باك مشين. (بالإسبانية)